# Vachtové jezírko
Vachtové jezírko je chráněný areál na jižním okraji města Tisovec v okrese Rimavská Sobota v Banskobystrickém kraji. Území bylo vyhlášeno v roce 1997 s rozlohou 0,68 hektaru. Předmětem ochrany je mokřadní společenstvo s výskytem vachty trojlisté (Menyanthes trifoliata).